# Riciîțea, Hoșcea
Riciîțea (în ucraineană Річиця) este un sat în comuna Krînîcikî din raionul Hoșcea, regiunea Rivne, Ucraina.

## Demografie
Componența lingvistică a localității Riciîțea
     Ucraineană (100%)
Conform recensământului din 2001, toată populația localității Riciîțea era vorbitoare de ucraineană (100%).